# Beata Kos-Kudła
Beata Kos-Kudła – polska endokrynolog, profesor doktor habilitowana nauk medycznych, ekspertka w dziedzinie chorób wewnętrznych, kierownik Kliniki Endokrynologii i Nowotworów Neuroendokrynnych Uniwersyteckiego Centrum Klinicznego oraz Katedry Patofizjologii i Endokrynologii Śląskiego Uniwersytetu Medycznego w Katowicach.

## Życiorys
Stopień doktora uzyskała 12 stycznia 1995 roku za dysertację Ocena funkcji kory nadnerczy u chorych z astmą oskrzelową steroidozależną na podstawie oznaczeń kortyzolu w surowicy krwi, ślinie i w moczu, przygotowaną pod kierunkiem prof. Barbary Aliny Buntner. Habilitowała się 15 października 1998 na podstawie pracy Stężenia wybranych hormonów kory nadnerczy i jajników u pomenopauzalnych kobiet z astmą oskrzelową poddanych hormonalnej terapii zastępczej. Profesorem została 4 kwietnia 2005.
Jest autorką ponad 340 publikacji oraz członkinią Rady Dyscyplin Naukowych.